# Passiflora colinvauxii
Passiflora colinvauxii Wiggins – gatunek rośliny z rodziny męczennicowatych (Passifloraceae Juss. ex Kunth in Humb.). Występuje endemicznie na wyspach Galapagos. 

## Morfologia
PokrójZielne, trwałe liany.
LiściePodwójnie klapowane, mają 7–16 cm długości.
KwiatyPojedyncze lub zebrane w pary. Działki kielicha są podłużne, zielone. Płatki są podłużne, białe. Przykoronek ułożony jest w dwóch rzędach, purpurowo-biały.
OwoceSą eliptycznie owalnego kształtu. Mają 2,5–4 cm długości i 1–1,5 cm średnicy.